# Point de compression

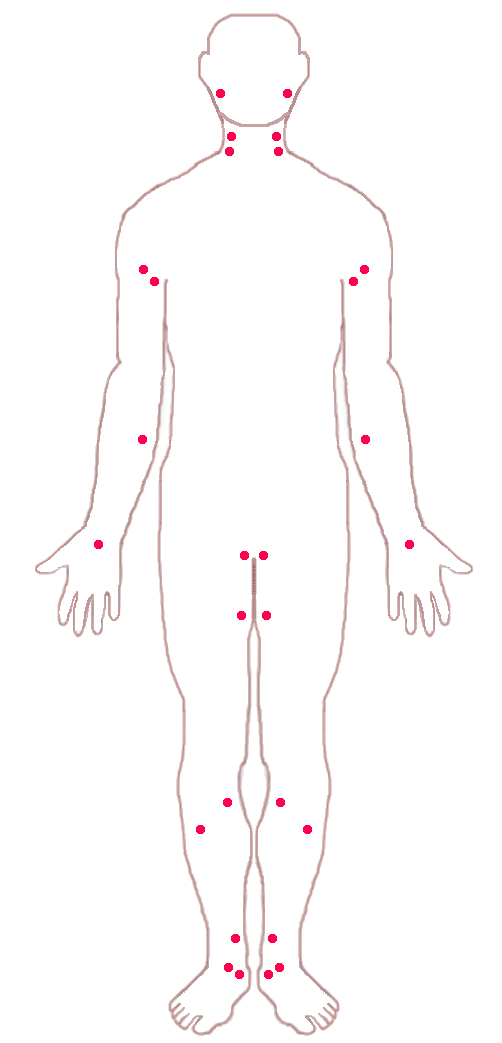
Emplacement des points de compression artériels.

Les points de compression sont des techniques d'arrêt des hémorragies (saignements abondants) à distance. Ils consistent à comprimer l'artère amenant le sang à la blessure ou la zone atteinte, contre un os, arrêtant ainsi le flux sanguin et donc (théoriquement) le saignement. L'utilisation de ces techniques n'est plus enseignée : en effet, la compression d'une artère principale prend le risque de priver d'apport sanguin toute la partie en aval de la zone comprimée, et pas seulement le vaisseau qui saigne, pouvant créer une paralysie du membre (par écrasement du nerf), une nécrose (par privation d'apport sanguin) ou de fortes douleurs (par surpression sanguine), de la même façon qu'un garrot artériel. De plus, leur efficacité est remise en question par une étude, qui montre que l'arrêt du flux sanguin n'est pas durable malgré une pression constante (environ 20 secondes d'efficacité seulement), ce qui n'en fait qu'un moyen d'attente avant l'utilisation d'une technique plus durable ; il nécessite de surcroit un apprentissage pour le réaliser correctement.  
Ils ont de fait été quasiment abandonnés au profit d'autres techniques, telles que la compression manuelle directe, le pansement compressif ou hémostatique, le garrot, etc. Par ailleurs, ces techniques ne sont pas des fins en soi, elle s'intègrent dans une démarche de premiers secours : ce n'est pas le geste seul qui va sauver, mais toute la démarche de secours :  la protection, le bilan, la réalisation de geste de premiers secours et l'alerte.

## Indications et formation par pays

### En France
En France, les points de compression ne sont plus enseignés en secourisme depuis 2007 (réforme instituant le PSC1 à la place de l'AFPS, et le PSE1/2 à la place de l'AFCPSAM et du CFAPSE). Les points de compression décrits plus bas étaient enseignés lors des anciennes formations de secourisme, notamment le brevet national de secourisme (BNS), l'AFPS et le CFAPSE. Ils étaient recommandés lorsque l'appui manuel direct est impossible ou inefficace, par exemple :
- la blessure est trop grande pour être couverte par la main ;
- la blessure comporte un corps étranger, qu'on n'enlèvera sous aucun prétexte (on peut également appuyer avec une main en amont et une main en aval du saignement, à proximité du corps étranger, ce qui est moins problématique) ;
- on voit l'os brisé sortir de la blessure (fracture ouverte) ;
- la partie qui saigne est inaccessible (par exemple coincée sous un objet lourd) ;
- le sauveteur ne peut pas appuyer ni avec sa main gauche, ni avec sa main droite car il a une plaie ouverte à chaque main et ne peut pas se protéger (il n'a pas de sac plastique, pas de gant).

S'il n'était pas possible de maintenir le point de compression (par exemple si le sauveteur devait de libérer pour prévenir les secours ou s'occuper d'autres victimes) il devait alors poser un garrot pour relayer la compression. Les cours enseignaient donc à poser un garrot d'une seule main tout en maintenant le point de compression.
En France, alors que ce geste avait été retiré des référentiels grands publics, une personne qui intervient sur une hémorragie et ne peut pas faire de compression manuelle directe peut à nouveau réaliser un garrot. Cette technique a été réenseignée au grand public à la suite des attentats du 13 novembre 2015, afin de fournir une réponse adaptée à une situation à nombreuses victimes.

### Aux États-Unis
En 1971, les points de compression étaient enseignés aux intervenants paramédicaux extrahospitaliers et figuraient dans le guide des soins d'urgence publiés par l'Académie des chirurgiens orthopédiques et ils étaient encore enseignés en 1976. Ils ne figurent pas dans les recommandations de 2010 de l'association américaine de cardiologie et de la Croix-Rouge américaine car d'autres méthodes sont plus efficaces. Ils figurent toutefois sur certains sites à destination des infirmiers ainsi que dans les manuels d'instruction militaires pour les Hospital Corpsmen.

## Hémorragie au cou

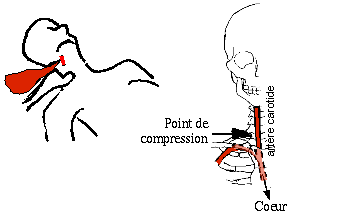
point de compression carotidien

Le seul geste efficace face à une hémorragie au cou est le point de compression carotidien, à la base du cou. Il consistait à pincer l'artère carotide contre la colonne vertébrale. Pour cela, on se place du côté de la blessure, pour glisser la main sous la nuque, le pouce contre l'épaule ; puis on vient chercher le creux du cou, pour appuyer avec le pouce en direction de la colonne vertébrale.
Vous pouvez vous entraîner à trouver le creux du cou sur vous-même. Pour cela, mettez vos doigts sur le devant du cou (sous le menton), au milieu ; vous sentez sous vos doigt le « tuyau » qui amène l'air aux poumons, (le larynx, la pomme d'Adam, et en bas la trachée). Faites glisser vos doigts sur le côté, vous allez sentir un creux, entre le larynx et le muscle du cou, c'est à cet endroit qu'il faut appuyer.

## Hémorragie au membre supérieur

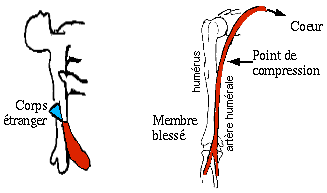
point de compression huméral

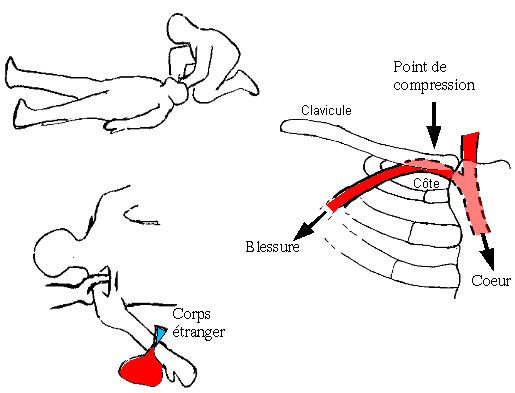
point de compression sous-clavier

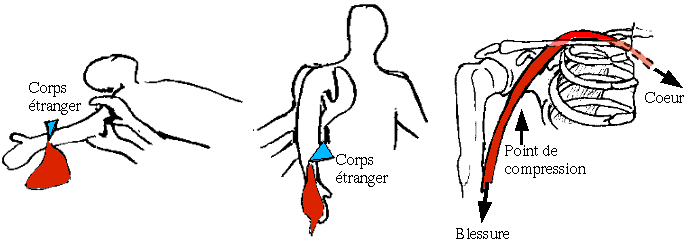
point de compression axillaire

Lorsque la blessure se situe sur le membre supérieur (bras, avant-bras, main), il existe trois points de compression pour arrêter le saignement à distance.
Le premier est le point de compression huméral, il consiste à appuyer sur la face interne du bras (entre la blessure et l'épaule, au-dessus du coude). On comprime l'artère humérale contre l'humérus (os du bras) avec le pouce ; pour cela, on place la main sous le bras de la victime (victime allongée) paume vers le haut, on met le pouce entre les muscles du dessus (biceps) et du dessous (triceps) du bras, et on tourne la main pour appuyer le pouce.
La seconde technique est le point de compression sous-clavier, dans le creux de la salière. Il est peu utilisé car le point de compression huméral est beaucoup plus simple.
La position du sauveteur est importante, il se place :
- à côté de la victime (côté blessé), au niveau de la tête ;
- en regardant en direction des pieds (il est parallèle à l'axe de la victime) ;
- genou côté tête au sol, l'autre genou relevé (position du trépied).

Cette position permet de bien appuyer dans la bonne direction et elle est suffisamment confortable pour être tenue plusieurs dizaines de minutes.
La paume de la main la plus proche de la victime se place sous l'omoplate de la victime (l'autre main, la plus proche de la blessure, reste ainsi libre pour pouvoir faire un garrot si nécessaire).
Le pouce longe le cou, passe par-dessus l'épaule et s'enfonce en passant sous la clavicule, dans le creux de la salière, en appuyant en direction des pieds — on comprime ainsi l'artère sous-clavière contre la première côte, à l'endroit où l'artère sort de la cage thoracique.
Le coude du bras effectuant le point de compression s'appuie sur la cuisse, c'est donc la poussée de la cuisse qui réalise la compression, les muscles du bras se reposent.
Il peut arriver que l'on pince ainsi un faisceau de nerfs de la victime, ce qui peut être douloureux pour elle, mais le principal est l'efficacité, c'est-à-dire l'arrêt de l'hémorragie.
La troisième technique est le point de compression axillaire, dans l'aisselle.
Sa réalisation est particulièrement simple. Elle consiste à empaumer l'épaule par en dessous, et à enfoncer les deux pouces dans l'aisselle, en poussant en direction de la tête. On comprime ainsi l'artère contre l'épaule. Le schéma montre la réalisation sur une victime allongée et assise.
Il existe un quatrième point de compression permettant d'arrêter les hémorragies de l'avant-bras : le point de compression au pli du coude. Il consiste à appuyer dans le pli du coude pour comprimer l'artère humérale. Il n'est pas enseigné aux premiers secours en France.

## Hémorragie au membre inférieur

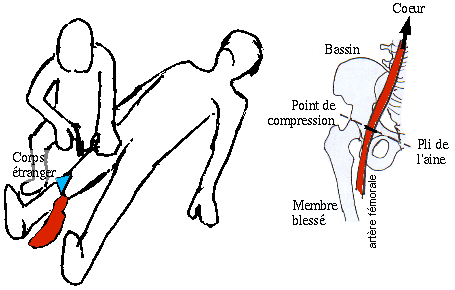
point de compression fémoral

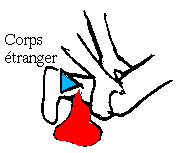
point de compression poplité

Lorsque la blessure se situe sur le membre inférieur (cuisse, jambe, pied), on dispose de deux points de compression.
Le premier est le point de compression fémoral, dans le pli de l'aine. On comprime l'artère fémorale contre le fémur (os de la cuisse) ou le bassin, en appuyant le poing fermé, bras tendu, au milieu du pli de l'aine (pli de flexion de la cuisse).
Il existe un deuxième point de compression consistant à appuyer sur la face interne de la cuisse, entre la blessure et l'aine. Il consiste à comprimer l'artère fémorale contre le fémur. Il n'est actuellement pas enseigné en France.
Si la blessure se situe à la jambe ou au pied, on peut également effectuer un point de compression dans le creux poplité. Il consiste à empaumer le genou par derrière et à enfoncer les deux pouces dans le creux poplité, en direction de la rotule. Ainsi, on comprime l'artère contre le genou. Il est peu pratique du fait de la position, mise à part pour une victime à plat-ventre ou sur le côté. Il n'est pas enseigné en France actuellement.

## Évolution
En 2016, l'entreprise North American Rescue a créé un dispositif, le JETT (anglais : junctional emergency treatment tool), permettant d'effectuer un point de compression fémoral. L'objectif est de pouvoir stopper une hémorragie lorsque la blessure est située sur la cuisse, mais plus haut que le plancher pelvien ; il n'est alors pas possible de poser un garrot. L'efficacité de ce dispositif a été évaluée sur un cadavre perfusé et montre qu'il arrête efficacement la circulation dans le membre inférieur sans perturber la circulation aortique. La mise en œuvre a également été évaluée sur des personnes saines, sur la base de l'absence de pouls pédieux, et le dispositif est jugé plus simple et plus rapide à mettre en œuvre qu'un garrot tactique standard.